# Monneville
Monneville ist eine französische Gemeinde mit 769 Einwohnern (Stand 1. Januar 2022) im Département Oise in der Region Hauts-de-France. Die Gemeinde liegt im Arrondissement Beauvais und ist Teil der Communauté de communes du Vexin Thelle und des Kantons Chaumont-en-Vexin.

## Geographie
Die Gemeinde liegt rund zwölf Kilometer südöstlich von Chaumont-en-Vexin. Die Gemeinde überschreitet im Norden den Canal de Marquemont, der den Oberlauf der Troësne bildet. Zu Monneville gehören die Weiler und Häusergruppen Le Breuil, Bellan und Marquemont (die der Gemeinde bis 1863 den Namen gab).

## Einwohner
| 1962 | 1968 | 1975 | 1982 | 1990 | 1999 | 2006 | 2011 |
| ---- | ---- | ---- | ---- | ---- | ---- | ---- | ---- |
| 281  | 286  | 451  | 501  | 546  | 740  | 822  | 830  |

## Verwaltung

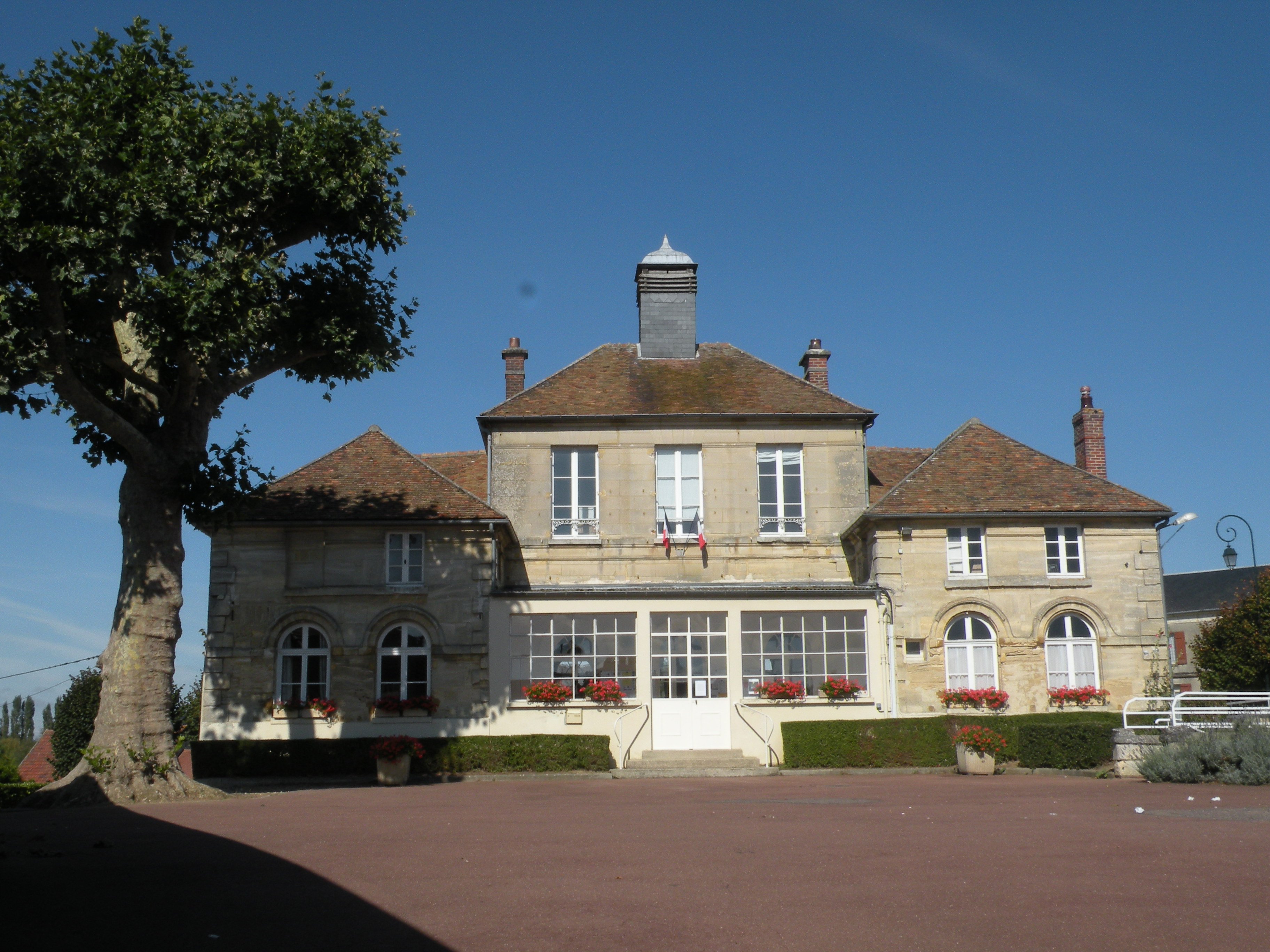
Die Mairie

Bürgermeisterin (maire) ist seit 2010 Maria Lefèvre.

## Sehenswürdigkeiten

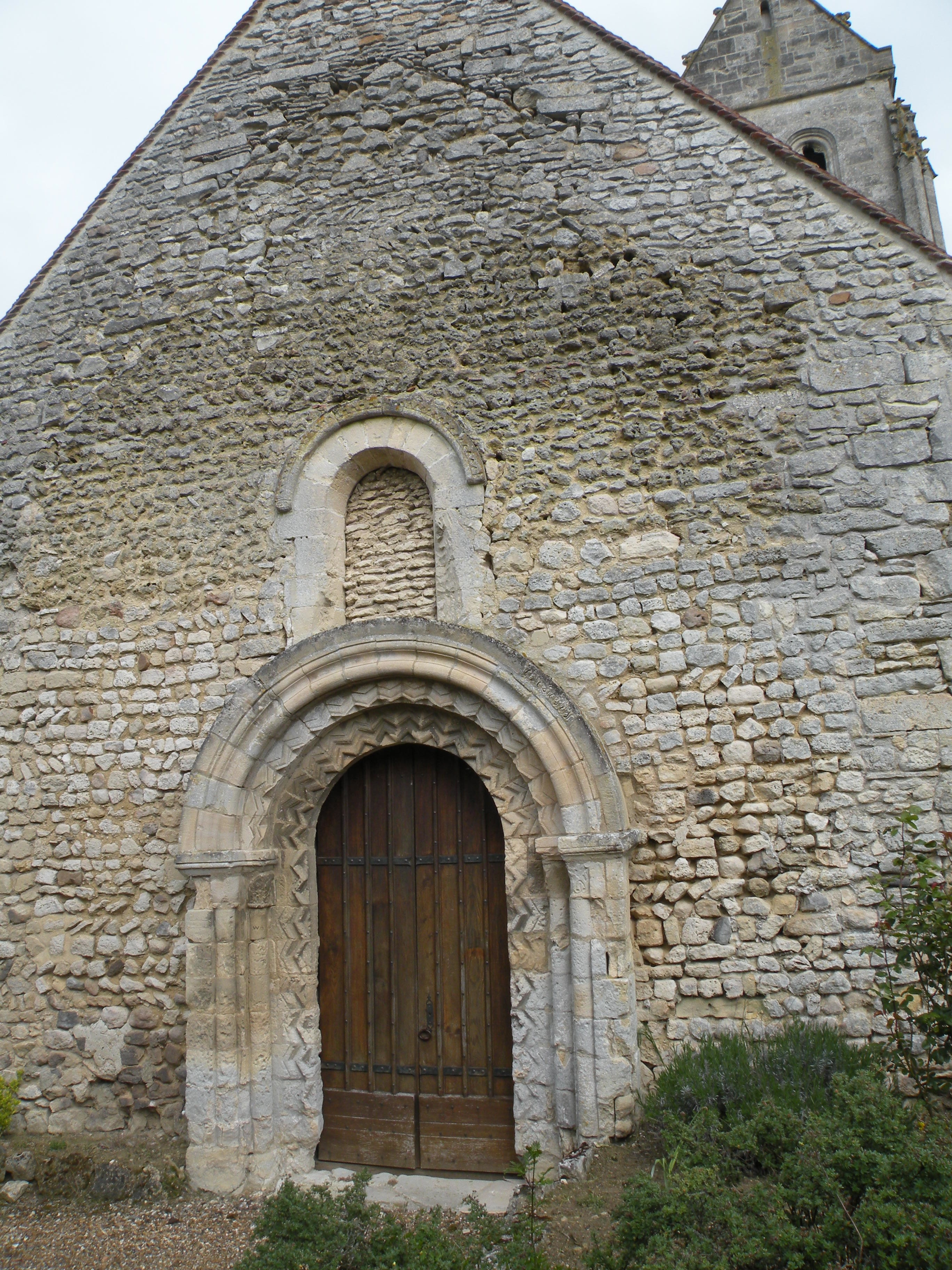
Romanisches Westportal in Marquemont

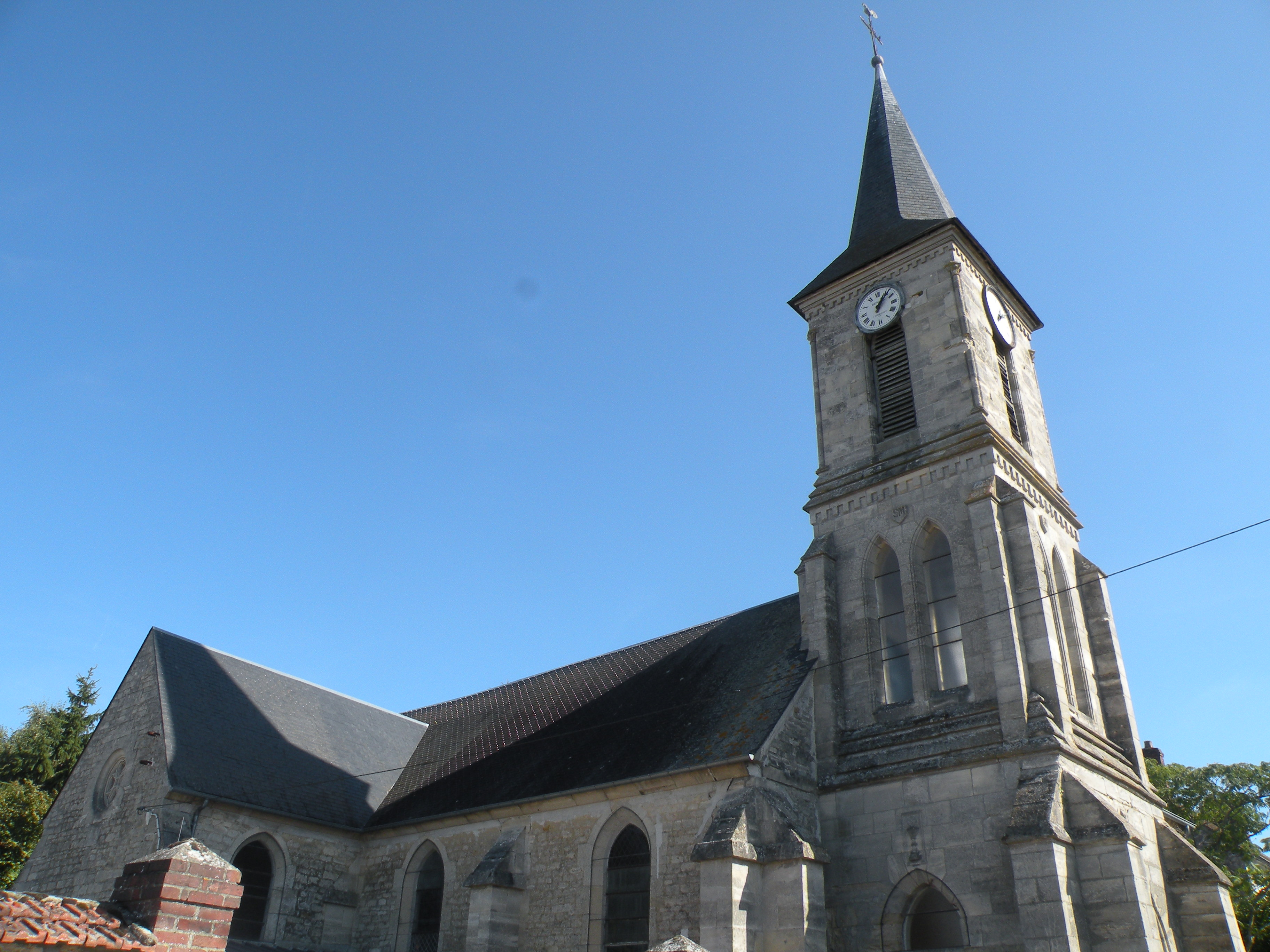
Kirche Saint-Laurent in Monneville

- Kirche der Priorei Saint-Martin in Marquemont, die der Abtei Saint-Martin in Pontoise unterstand, mit romanischem Portal aus dem zweiten Viertel des 12. Jahrhunderts und gotischem Chor, seit 1934 als Monument historique klassifiziert, nach langer Vernachlässigung neuerdings restauriert[1][2]
- Neugotische Kirche Saint-Laurent in Monneville[3]
- Herrenhaus von Monneville